# Коцюбинский сельский совет
Коцюбинский сельский совет (укр. Коцюбинська сільська рада) — входит в состав
Гусятинского района
Тернопольской области
Украины.
Административный центр сельского совета находится в 
с. Коцюбинцы.

## История
- 1562 — дата образования.

## Населённые пункты совета
- с. Коцюбинцы
- с. Чагары